# Дикастерия по делам мирян, семьи и жизни
Дикастерия по делам мирян, семьи и жизни (лат. Dicasterium pro Laicis, Familia et Vita) — одна из 16 дикастерий Римской курии.

## Основание
Дикастерия по делам мирян, семьи и жизни была учреждена Папой римским Франциском апостольским письмом от 15 августа 2016 года, в форме motu proprio, «Sedula Mater», путём слияния двух Папских Советов — Папского Совета по делам мирян и Папского Совета по делам семьи, которые упразднены с 1 сентября 2016 года. Во главе Дикастерии стоит префект.
Дикастерия станет «поддержкой и помощью для мирян, семьи и жизни, чтобы в наши времена они активно свидетельствовали о Евангелии и были выражением благости Искупителя».

## Руководство
- префект дикастерии — кардинал Кевин Фаррелл — (15 августа 2016 — по настоящее время);[3]
- секретарь дикастерии — Глейсон Де Паулу Соуза — (17 ноября 2022 — по настоящее время).[4]